# Oporinia pinivoraria
Oporinia pinivoraria är en fjärilsart som beskrevs av Harris 1915. Oporinia pinivoraria ingår i släktet Oporinia och familjen mätare. Inga underarter finns listade i Catalogue of Life.